# Saint-Maurice-sur-Dargoire
Saint-Maurice-sur-Dargoire és un municipi delegat francès, situat al departament del Roine i a la regió d'Alvèrnia-Roine-Alps. L'any 2017 tenia 2346 habitants. Fins al 31 de desembre 2016 era un municipi independent que alhora va fusionar amb Saint-Didier-sous-Riverie i Saint-Sorlin al municipi nou de Chabanière.

## Demografia
El 2007 la població era de 2.190 persones. Hi havia 886 habitatges.

## Economia
El 2007 la població en edat de treballar era de 1.423 persones. El 2009 la mediana anual d'ingressos fiscals per persona era de 20.134 €.
L'any 2000 hi havia 52 explotacions agrícoles que conreaven un total de 1.023 hectàrees.
El 2009 hi havia un hospital de tractaments de mitja durada (seguiment i rehabilitació) i una farmàcia i dues escoles elementals.